# 沃尔特·豪厄尔
沃尔特·豪厄尔（英語：Walter Howell，1929年12月17日—），澳大利亚男子赛艇运动员。他曾代表澳大利亚参加1956年和1960年夏季奥林匹克运动会赛艇比赛，其中1956年奥运会获得一枚铜牌。